# Kopparjakamar
Kopparjakamar (Galbula pastazae) är en fågel i familjen jakamarer inom ordningen jakamar- och trögfåglar.

## Utseende och läte
Kopparjakamaren är en 23 centimeter lång, slank och långstjärtad fågel med en lång, svart näbb. Hanen är metalliskt grön på ovansida, strupe och bröst, med blåaktig glans på hjässan. Buken och undersidan av stjärten är koppar- eller rostfärgad. På huvudet syns en tydlig, gulorange ögonring och en vit fläck på hakan.
Honan har mörkt rostbrun strupe och är bronsgrön på övre delen av bröstet. Nedre delen av undersidan är mörkt rostbrun och ögonringen är mindre tydlig än hos hanen. Lätet är okänt.

## Utbredning och systematik
Kopparjakamaren förekommer i Andernas östslutting i sydöstra Colombia, östra Ecuador och allra nordligaste Peru. Den behandlas som monotypisk, det vill säga att den inte delas in i några underarter.

## Status och hot
Kopparjakamaren har en liten världspopulation bestående av uppskattningsvis endast 422 000 vuxna individer. Den tros också minska i antal till följd av habitatförlust. Internationella naturvårdsunionen IUCN kategoriserar den ändå som livskraftig (LC).

## Namn
Fågelns vetenskapliga artnamn pastazae kommer av floden Río Pastaza i Ecuador.